# Rodeo (album)
Rodeo je úvodní studiové album amerického rappera Travise Scotta. Vyšlo 4. září 2015.
Album obsahuje hostující vystoupení od široké škály umělců, včetně:
- Quavo
- Future
- 2 Chainz
- Juicy J
- Kacy Hill
- The Weeknd
- Swae Lee
- Chief Keef
- Kanye West
- Justin Bieber
- Young Thug
- Toro y Moi
- Schoolboy Q

Po produkci se ujal hlavní role sám Scott a spolupracoval s talentovaným týmem, jehož členy jsou mimo jiné WondaGurl, Allen Ritter, Mike Dean, Metro Boomin, Frank Dukes a Sonny Digital.
Rodeo je dlouho očekávané debutové studiové album Travise Scotta, které následovalo po jeho prvních dvou mixtapech, Owl Pharaoh a Days Before Rodeo. Pro podporu alba Rodeo byly vydány dva singly: „3500“ a „Antidote“.